# Midrand
Midrand è una città del Sudafrica, situata nella provincia di Gauteng. È sede del Parlamento panafricano, del Circuito di Kyalami e della Vodacom, la compagnia di telefonia mobile più diffusa in Sudafrica.